# 月华乡 (西昌市)
月华乡，是中华人民共和国四川省凉山彝族自治州西昌市曾经下辖的一个乡。2019年12月，撤销月华乡，设立海南街道，所属行政区域划归礼州镇管辖。

## 行政区划
月华乡撤销前下辖以下地区：
红旗村、新华村、富裕村、万古村、新星村、安宁村和宁乐村。